# Justicia glutinosa
Justicia glutinosa, cvjetnica iz porodice primogovki raširena po južnoameričkim državama Brazil, Argentina, Bolivija i Paragvaj.

## Sinonimi
- Ecbolium elegans (Nees) Kuntze
- Justicia sarotheca V.A.W.Graham
- Sarotheca elegans Nees
- Sarotheca glutinosa Bremek., bazionim